# Eladio Zorrilla Jiménez
 Eladio Zorrilla Jiménez  (La Puerta de Segura, 13 juli 1990), als speler bekend onder de naam  Elady   is een Spaans voetballer en kan opgesteld worden als linkse flank aanvaller of centrale aanvaller.  
Hij genoot zijn jeugdopleiding bij Orcera CF en startte op jonge leeftijd bij regionale ploegen uit Andalusië.  Hij maakte in 2006 zijn intrede in de eerste ploeg bij de ploeg waar hij zijn jeugdopleiding genoten had.  In 2008 werd hij aangeworven door de jeugd La Puerta CD, maar zou er twee seizoenen met de eerste ploeg spelen.  Ten slotte zou hij vanaf seizoen 2010-2011 terechtkomen bij Villacarrillo CF.  Tijdens het tweede seizoen zou hij met deze ploeg de promotie naar de Tercera División afdwingen.  
Zijn prestaties gingen niet ongemerkt voorbij en zo sloot hij op 10 juli 2012 seizoen 2011-2012 aan bij Real Jaén, een ploeg die op dat ogenblik speelde op het niveau van de Segunda División B.  Met deze ploeg zou hij kampioen spelen en de promotie afdwingen.  Aangezien hij persoonlijk weinig tot spelen toekwam, volgde hij de ploeg niet naar het professionele voetbal.
Hij zou op 15 juli 2013 terug keren naar Villacarrillo CF, nu spelend in de Tercera División. 
Op 1 juli 2014 tekende hij voor La Hoya Lorca CF, een ploeg uit de Segunda División B.  De overstap bleek geen groot succes en zonder een officiële wedstrijd gespeeld te hebben keerde hij op 26 augustus 2014 terug naar zijn vorige ploeg in de Tercera.  Hetzelfde seizoen zou hij nog twee keer van ploeg veranderen door op 3 oktober 2014 te tekenen bij reeksgenoot Écija Balompié en na de winterstop over te stappen naar reeksgenoot Linares Deportivo.
Op 14 juli 2015 stapte hij over naar reeksgenoot Atlético Mancha Real.  Tijdens het eerste seizoen zette hij zijn record aantal doelpunten op eenentwintig en de ploeg speelde kampioen en behaalde de promotie naar Segunda División B.  De speler volgde tijdens het seizoen 2016-2017 de ploeg naar het hogere niveau.  Tijdens de winterstop had hij alweer tien doelpunten gescoord en daarom stapte hij over naar reeksgenoot Real Murcia, waar hij een contract van achttien maanden tekende.  Tijdens het seizoen 2017-2018 zou de ploeg derde eindigen, maar in de play offs uitgeschakeld worden.  De speler zou tien keer raak treffen.
Tijdens seizoen 2018-2019 wilde hij zijn geluk in het buitenland zoeken en dacht dit gevonden te hebben bij het Poolse Cracovia Kraków, een ploeg uit de hoogste reeks Ekstraklasa genaamd.  Hij tekende er een contract van twee seizoenen en maakte zijn debuut op 28 juli 2018 tijdens de met 0-2 verloren uitwedstrijd tegen Lech Poznań.  Hij zou nog een tweede wedstrijd spelen, waarna hij zijn contract ontbond.  Op 8 augustus 2018 tekende hij een contract bij FC Cartagena, een ploeg uit de Segunda División B.  Bij deze ploeg werd hij onmiddellijk basisspeler en maakte negentien doelpunten. Op 30 september 2018 was hij de eerste keer succesvol tegen UD Almería B, waar hij twee doelpunten voor zijn rekening nam tijdens de 4-1 gewonnen thuiswedstrijd.  Tijdens het tweede seizoen 2019-2020 werd hij kampioen met de ploeg.  Tijdens de eindronde dwong de havenploeg de promotie.  Bij het nemen van de strafschoppen, waarvan hij er eentje succevol nam, bleek de havenploeg namelijk te sterk voor Club Deportivo Atlético Baleares.  Er bleef lang onzekerheid in verband met zijn verlenging, maar uiteindelijk werd zijn contract met één seizoen verlengd en zo volgde de speler de havenploeg vanaf seizoen 2020-2021 naar de Segunda División A.  Zijn inbreng en zeven doelpunten tijdens zijn veertig officiële wedstrijden, was medebepalend voor het behoud. Op 24 april 2021, tijdens de zesendertigste wedstrijd van het seizoen, speelde Elady zijn honderdste officiële wedstrijd voor de ploeg uit de havenstad.  De belangrijke uitwedstrijd tegen medekandidaat degradant UD Logroñés werd met 0-1 gewonnen dankzij een doelpunt van Elady.
Het daaropvolgende seizoen 2021-2022 stapte hij over naar reeksgenoot CD Tenerife.  Zijn eerste doelpunt scoorde hij op 4 september 2021.  Hij scoorde het eerste doelpunt tijdens de met 2-0 gewonnen thuiswedstrijd tegen SD Ponferradina.
Op 27 januari 2024 werd hij tot het einde van het seizoen aan reeksgenoot SD Huesca uitgeleend.  De ploeg moest tot de voorlaatste wedstrijd vechten voor het behoud en toen scoorde Eladio twee doelpunten tegen zijn gewezen ploeg FC Cartagena en dankzij deze twee doelpunten kon de ploeg uit Huesca zich redden.